# Louvières (Calvados)
Louvières é uma ex-comuna francesa na região administrativa da Normandia, no departamento Calvados. Estendeu-se por uma área de 4,27 km². Em 2010 a comuna tinha 68 habitantes (densidade: 15,9 hab./km²).
Em 1 de janeiro de 2017 foi fundida com as comunas de Formigny, Aignerville e Écrammeville para a criação da nova comuna de Formigny La Bataille.